# لاتوبریگی

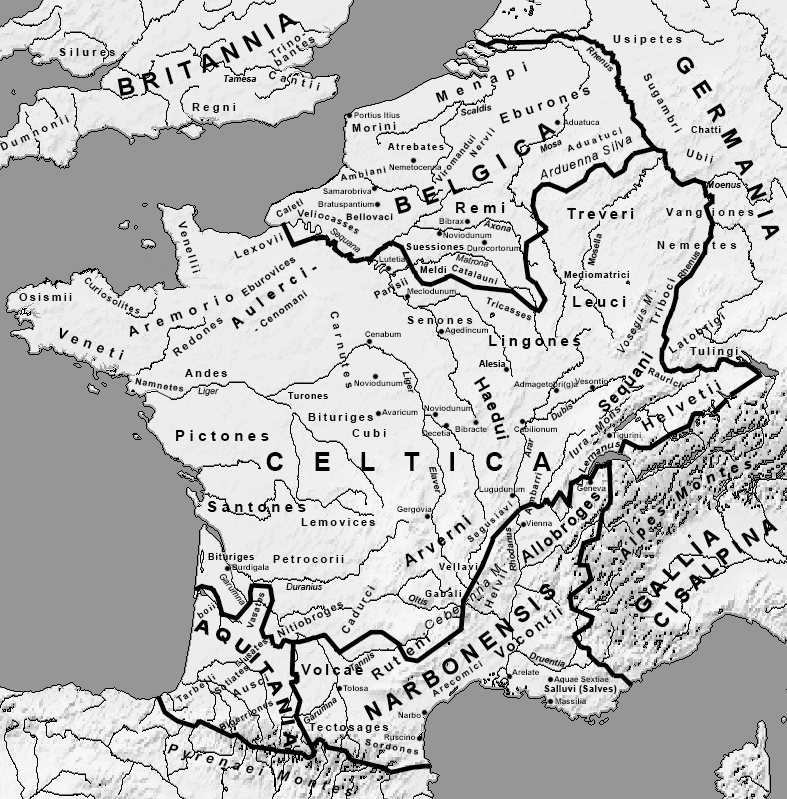
نقشه ای از سرزمین‌های گال در قرن اول قبل از میلاد که مکان قبایل گالی را نشان می‌دهد. تعیین محل زندگی هر دو قبیله لاتوبریگی و تولینگی در شمال راین علیا عمدتاً تخمینی است.

لاتوبریگی (یا لاتوویکی) یک قبیله سلتی تبار بودند که در نوشته‌های بر جای مانده از ژولیوس سزار نامشان ذکر شده‌است. به گفته سزار، مجموعاً ۱۴۰۰۰نفر نظامی و غیرنظامی از این قبیله در سال ۵۸ قبل از میلاد در تلاش برای مهاجرت به جنوب غربی سرزمین گال به همراه چندین گروه بزرگتر از قبایل دیگر مانند هلوتی‌ها و بویی‌ها به راه افتادند. پس از شکست در نبرد بیبراکته، سزار آنها را مجبور به بازگشت به خانه‌های خود کرد و پس از آن دیگر در کتاب تفسیر جنگ‌های گالی سزار نامشان ذکر نشده‌است.
به دلیل کمبود منابع تاریخی، تعیین محل زندگی آنها تا حد زیادی در هاله ای از ابهام باقی مانده‌است، اگرچه معمولاً منطقه ای نزدیک به قلمرو هلوتیان در نظر گرفته می‌شود. در یافته‌های باستانی مربوط به لاتوبریگی، کتیبه ای از بریگانتیا-برگنتس، اتریش و همچنین کتیبه ای از منطقه اشلیتیم واقع در سوئیس (Juliomagus-Schleitheim) احتمال می‌رود مراکز قبیله ای آنها همین دو شهر بوده باشد.